# Fútbol en los Juegos de la Micronesia 2014
Los Juegos de la Micronesia 2014 fueron la octava edición de dicho torneo y se jugó en Palikir, Pohnpei, parte de los Estados Federados de Micronesia.
Se trató de un evento muy importante en Micronesia, debido a que se incluyó a la sección fútbol como parte de estos juegos después de 13 años (la última vez que había sido incluida fue en 2001).
De esta manera, 3 selecciones dejaron de lado la inactividad que sostenían por no disputar partidos desde el año 2001; además, participó la Selección de fútbol de Palaos, que no jugaba un partido oficial desde  1998. Asimismo, en esta edición se registró el mayor promedio de goles por partido (4,3). 

## Participantes
| Equipos participantes | Equipos participantes | Equipos participantes | Equipos participantes |
| --------------------- | --------------------- | --------------------- | --------------------- |
| Chuuk                 | Pohnpei               | Palaos                | Yap                   |

## Primera ronda
El torneo se inició el 25 de julio con la victoria de Pohnpei sobre su similar de Palaos, donde Yafeth Konings, de Pohnpei y Charles Reklai Mitchell, de Palaos, marcarían un gol cada uno; mientras que más tarde Yap le ganaría a Chuuk por un marcador de 3-2. En la segunda fecha Palaos y Pohnpei mostrarían un buen nivel futbolístico goleando por 5-0 y 4-0 a Chuuk y Yap, respectivamente.
Los partidos de la última fecha de la fase de grupos estaban previstos a disputarse el Domingo 27 de julio de 2014, pero solo pudo disputarse el primer tiempo de Pohnpei - Chuuk (Ganaba Pohnpei 2-1 al momento de la suspensión) debido a una intensa lluvia. Por esta razón, el segundo tiempo de dicho partido y el partido entre Palaos y Yap se disputó el 28 de julio de 2014. Así, Pohnpei y Chuuk disputaron un partido muy reñido que terminó ganando Pohnpei por 3-2; dicho resultado terminó colocándolo en el primer lugar de la tabla de posiciones de la primera fase con puntaje perfecto y le dio el privilegio de disputar la final con Palaos, que clasificó por el criterio de diferencia de gol después de empatar frente a la débil Yap.
| Equipo  | Pts | PJ | PG | PE | PP | GF | GC | Dif |
| ------- | --- | -- | -- | -- | -- | -- | -- | --- |
| Pohnpei | 9   | 3  | 3  | 0  | 0  | 10 | 3  | 7   |
| Palaos  | 4   | 3  | 1  | 1  | 1  | 8  | 5  | 3   |
| Yap     | 4   | 3  | 1  | 1  | 1  | 5  | 8  | -3  |
| Chuuk   | 0   | 3  | 0  | 0  | 3  | 4  | 11 | -7  |

| Fecha       | Lugar   |         |                   | Resultado |                   |        |
| ----------- | ------- | ------- | ----------------- | --------- | ----------------- | ------ |
| 25 de julio | Palikir | Pohnpei | Bandera de Ponapé | 3:1       | Bandera de Palaos | Palaos |
| 25 de julio | Palikir | Yap     | Bandera de Yap    | 3:2       |                   | Chuuk  |
| 26 de julio | Palikir | Palaos  | Bandera de Palaos | 5:0       |                   | Chuuk  |
| 26 de julio | Palikir | Pohnpei | Bandera de Ponapé | 4:0       | Bandera de Yap    | Yap    |
| 28 de julio | Palikir | Pohnpei | Bandera de Ponapé | 3:2       |                   | Chuuk  |
| 28 de julio | Palikir | Palaos  | Bandera de Palaos | 2:2       | Bandera de Yap    | Yap    |

### Tercer puesto
| Fecha       | Lugar   |       |  | Resultado |                |     |
| ----------- | ------- | ----- |  | --------- | -------------- | --- |
| 29 de julio | Palikir | Chuuk |  | 3:1       | Bandera de Yap | Yap |

### Final
El partido más importante del torneo se jugó el día 29 de julio, donde se enfrentaron los 2 mejores equipos de la primera etapa en el pequeño campo de fútbol de Palikir, que albergó todos los partidos del evento.
El primer tiempo terminó con un 3-0 a favor del seleccionado de Pohnpei, gracias a los goles de Percy Rasug, Roger Nakasone y Alex Panuelo y prácticamente se sentenciaba el partido. Finalmente, Pohnpei, consiguió su primer título en este torneo con un resultado final de 3-1, debido a que la anotación de Charles Reklai Mitchell solo sirvió para la estadística.
| Fecha       | Lugar   |         |                   | Resultado |                   |        |
| ----------- | ------- | ------- | ----------------- | --------- | ----------------- | ------ |
| 29 de julio | Palikir | Pohnpei | Bandera de Ponapé | 3:1       | Bandera de Palaos | Palaos |

| Bandera de Ponapé |
| Campeón Pohnpei   |
| Primer título     |